# Galaxia espiral M101
La galaxia del Molinete (también conocida como Messier 101 o NGC 5457) es una galaxia espiral a 25 millones de años luz (8 megaparsecs) en la constelación Osa Mayor.
Fue descubierta por Pierre Méchain el 27 de marzo de 1781, quien posteriormente comunicó su descubrimiento a Charles Messier que verificó su posición y la añadió al Catálogo Messier como una de las últimas entradas.  
Es una de las galaxias más grandes existentes en la vecindad de la Vía Láctea, con un diámetro de más del doble que ella, y se caracteriza tanto por su riqueza en gas para formar nuevas estrellas cómo por su elevado número de regiones HII (más de 3000, algunas tan grandes y brillantes que tienen número NGC propio y que han sido estudiadas por el Telescopio Espacial Hubble, mostrando la presencia de super cúmulos estelares al menos en algunas de ellas) y de cúmulos estelares jóvenes (también estudiados con dicho telescopio), lo que apunta a una elevada tasa de formación estelar. Ello junto a la asimetría que muestra en las fotografías (que la ha hecho aparecer en el Atlas de galaxias peculiares de Halton C. Arp cómo Arp 26, y definida cómo Galaxia espiral con un brazo bien definido) hace pensar que -en términos astronómicos- hace relativamente poco otra galaxia estuvo a punto de colisionar con ella, causando ambos fenómenos.
Esta galaxia tiene un bulbo casi inexistente, y de acuerdo a estudios recientes parece carecer de agujero negro supermasivo en su centro, a diferencia de, por ejemplo, nuestra galaxia.
M101 está acompañada por cinco galaxias satélite prominentes: NGC 5204, NGC 5474, NGC 5477, NGC 5585, y Holmberg IV, que pueden ser las responsables de su estado actual -de hecho, M101 parece haber distorsionado a la galaxia NGC 5474-. Forma parte del Grupo M101
El 24 de agosto de 2011 se descubrió en uno de sus brazos espirales una supernova de Tipo Ia: SN 2011fe.
El 19 de mayo de 2023, el astronómo japonés Koichi Itagaki descubrió en esta galaxia la explosión de una supernova tipo II bautizada como SN 2023 ixf.

## Galería

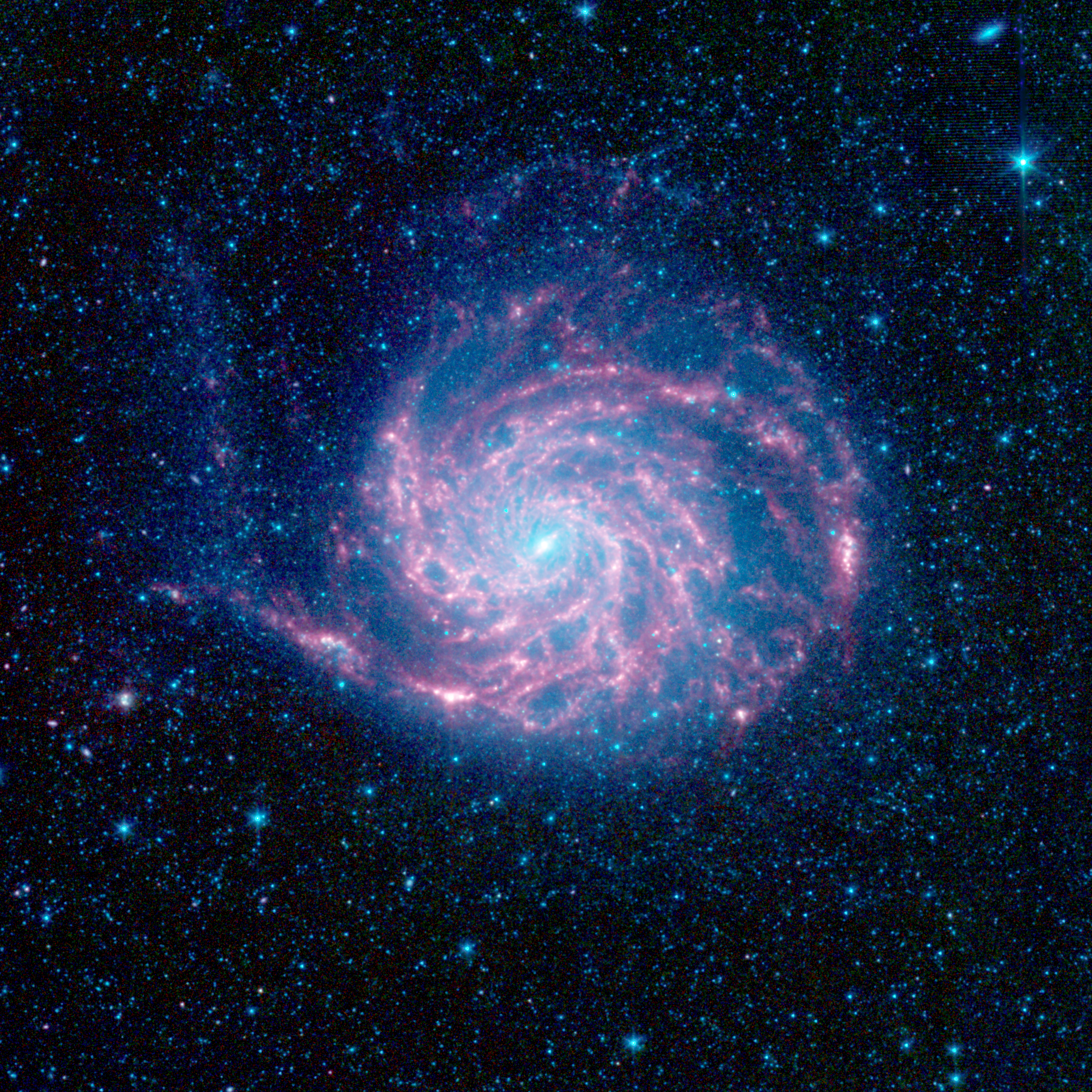
Galaxia del Molinete por el Spitzer.
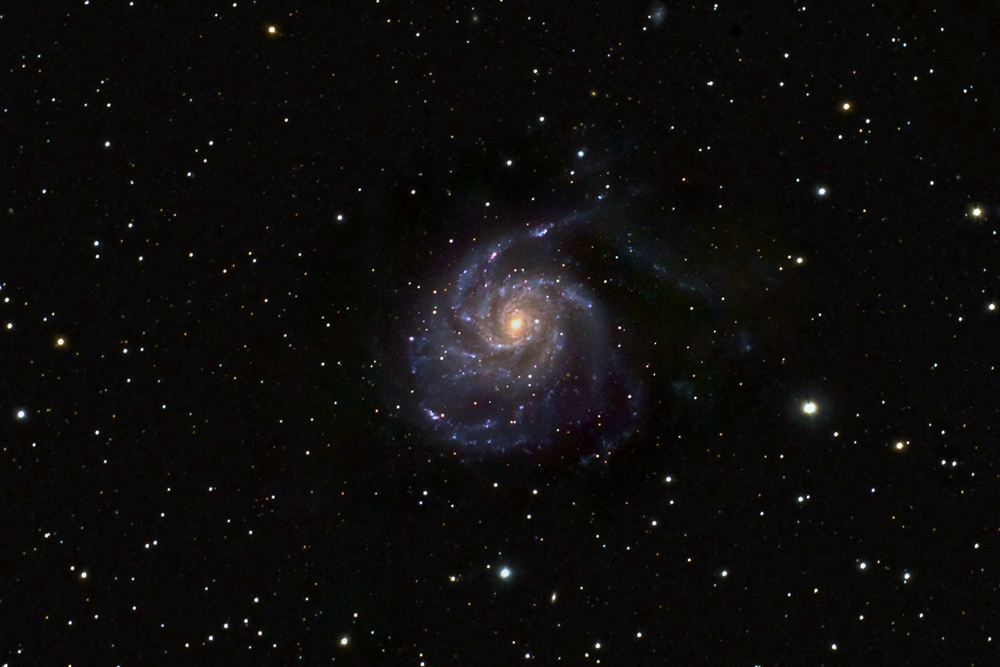
Otra imagen de la galaxia del Molinete.
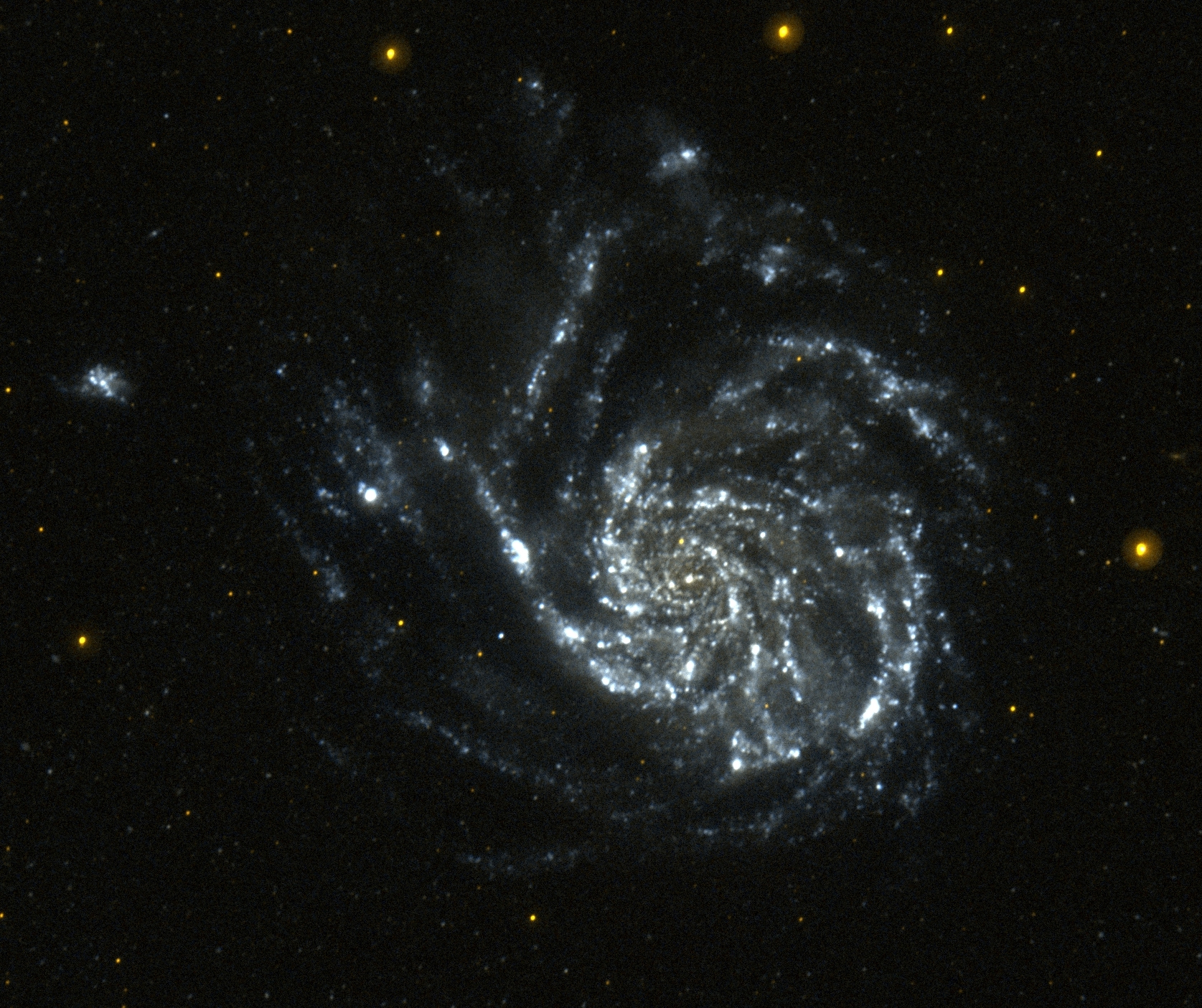
Galaxia del Molinete por el GALEX.
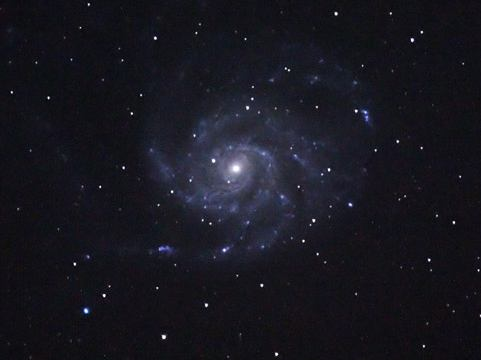
Otra imagen de la galaxia del Molinete.
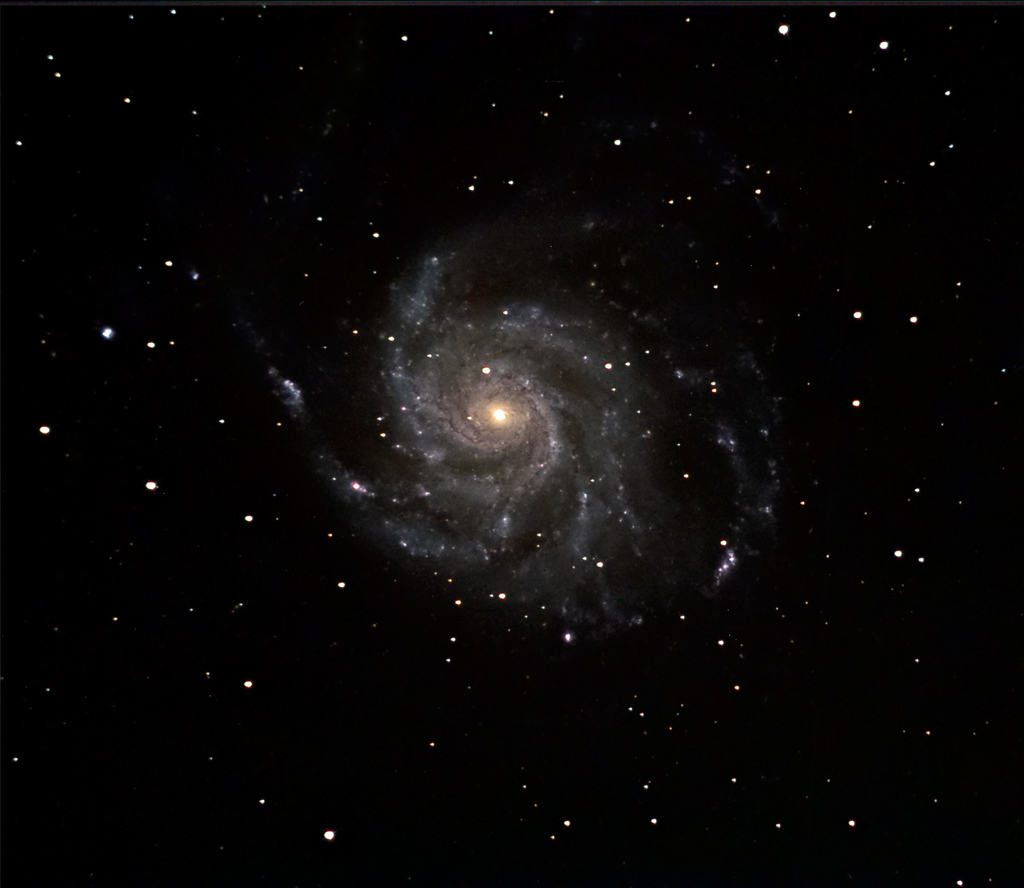
Otra imagen de la galaxia del Molinete.